# Shin Megami Tensei: Lucifer’s Call
A Shin Megami Tensei: Lucifer’s Call (真・女神転生III-NOCTURNE; Hepburn: Shin Megami Tensei Surī Nokutān) egy szerepjáték és a Megami Tensei
sorozat harmadik fő része. A játékot csak PlayStation 2 konzolra adták ki.A Shin Megami Tensei: Lucifer’s Call kilenc évvel a Shin Megami Tensei 2 után jelent meg, és ez volt az első Megami Tensei játék amerikában amely a Megami Tensei nevet viselte.A Shin Megami Tensei: Persona amit 1996-ban adtak ki szintén a Megami Tensei nevet viseli ami azonban egy spin-offja az eredeti sorozatnak.

## Szereplők
A főhős/Demi-Fiend(Naoki Kashima)
A játék főszereplője egy csendes félember féldémon(a játékos szabadon nevezheti el).A játék közben amikor válaszolni kell valakinek akkor a játékos két vagy három válasz közül választhat.Mivel a főhősnek nincsen rendes neve ezért Naoki Kashimának ((嘉嶋 尚紀 Kashima Naoki) nevezték el a dráma CD-ben.Shin Managi ((間薙 シン Managi Shin) lett a neve a Shin Megami Tensei: Nocturne Konton novellában amit Toumon Boogey írt.